# Луначарский, Платон Васильевич
Плато́н Васи́льевич Лунача́рский (3 [15] ноября 1865, Чернигов — 24 декабря 1904 [5 января 1905], Киев) — русский врач, деятель российского социалистического движения, основатель тульской ячейки РСДРП. Брат Анатолия Васильевича Луначарского и Михаила Васильевича Луначарского. 

## Биография
Окончил Полтавскую гимназию и в 1889 году Медицинский факультет Московского университета. Работал ординатором в психиатрической клинике. Женился на Софье Николаевне Черносвитовой. В 1890 году семья поселилась в родовом селе Черносвитовых — Щучьем Венёвского уезда. Занимался врачебной практикой.
В 1894 году П. В. Луначарский серьёзно заболел и с женой выехал на лечение во Францию. Тесно общаясь с социал-демократами, углублённо изучал произведения К. Маркса и Ф. Энгельса, включился в революционную работу. Здоровье его ухудшалось, развился инсульт, перенёс трепанацию черепа, после чего жил в Ницце, Реймсе.
Осенью 1898 года Луначарские возвратились в Москву. Входил в состав совета Общества взаимопомощи лиц интеллигентных профессий, созданного в Москве в конце 1899 года, ставившего целью легальную пропаганду революционных идей, в том числе и среди рабочих; за противоправительственную деятельность Общество было ликвидировано в сентябре 1901 года. Вместе с А. И. Ульяновой-Елизаровой и М. В. Владимирским воссоздал Московский комитет РСДРП.
В ночь на 1 марта 1901 года был арестован вместе с женой по «московскому делу», содержался в Бутырской тюрьме; 26 сентября (супруга — 8 октября) выслан в Тулу. В 1901 году организовал в Туле комитет РСДРП и был его первым председателем. Несмотря на плохое здоровье (был прикован к постели, передвигался только с посторонней помощью), организовывал митинги, готовил отчёт ко II съезду РСДРП, писал и редактировал выпускавшиеся комитетом листовки, организовал выпуск нелегальной газеты «Правда».
В октябре 1904 года, после освобождения из тюрьмы Софьи Николаевны, супруги выехали в Киев, к Александре Яковлевне, в доме которой они жили с дочерью Татьяной. Здоровье П. В. Луначарского ухудшалось, он перенёс ещё одну операцию, после которой скончался.

### Семья
Отец — Василий Фёдорович Луначарский, юрист, надворный советник; мать — Александра Яковлевна Ростовцева (1842—1914).
Жена — Софья Николаевна (урождённая Черносвитова; 8 [20] марта 1872, Тула — 26 ноября 1934, Москва); член РСДРП с 1898 года; заведующая Отделом работниц и крестьянок ЦК РКП(б) (1922—1924), член Центральной Контрольной Комиссии (31.5.1924 — 26.6.1930). После смерти П. В. Луначарского вышла замуж за Петра Гермогеновича Смидовича.
Дочь — Татьяна (в замужестве Перимова; 1895—1930-е), корреспондент ТАСС в Финляндии.